# Associação Itapetininga de Vôlei 2020-2021
Questa voce raccoglie le informazioni riguardanti l'Associação Itapetininga de Vôlei nella stagione 2020-2021.

## Stagione
L'Associação Itapetininga de Vôlei gioca con la denominazione sponsorizzata Vôlei UM Itapetininga nella stagione 2020-21.
Partecipa alla sua terza Superliga Série A, classificandosi all'ottavo posto al termine della regular season: partecipa quindi ai play-off scudetto, dove elimina ai quarti di finale il Sada, testa di serie numero 1, prima di cedere in semifinale al Minas.
In Coppa del Brasile esce invece di scena ai quarti di finale, eliminato dal BVC. 
A livello locale si piazza al terzo posto nel Campionato Paulista.

## Organigramma societario
Area direttiva
- Presidente: Osmar Thibes Júnior
- Vicepresidente: Mario Prestes Júnior

Area tecnica
- Allenatore: Pedro Uehara
- Assistente allenatore: Victor Despíndola
- Preparatore atletico: Thawe Costa Nascimento

Area sanitaria
- Medico: Oswaldo Benedito Morelli
- Fisioterapista: Paulo Ricardo Celestino Leite

## Rosa
| N° | Nome                | Ruolo | Data di nascita  | Nazionalità sportiva |
| -- | ------------------- | ----- | ---------------- | -------------------- |
| 1  | Eduardo Wurster     | S     | 25 ottobre 2002  | Brasile              |
| 2  | Gustavo Cardoso     | P     | 28 giugno 2003   | Brasile              |
| 3  | Victor da Costa     | C     | 5 agosto 1999    | Brasile              |
| 4  | Rogério de Carvalho | L     | 20 febbraio 1995 | Brasile              |
| 5  | Guilherme Sabino    | O     | 18 marzo 2002    | Brasile              |
| 6  | Mateus Winck        | P     | 31 gennaio 1998  | Brasile              |
| 7  | Felipe Cundiev      | L     | 26 febbraio 1999 | Brasile              |
| 8  | Eduardo Carísio     | P     | 19 gennaio 1996  | Brasile              |
| 9  | Raphael Marcarini   | S     | 12 gennaio 1997  | Brasile              |
| 10 | Adriano Cavalcante  | S     | 6 febbraio 2002  | Brasile              |
| 11 | Johan Marengoni     | C     | 10 gennaio 1995  | Brasile              |
| 12 | Guilherme Emina     | S     | 10 luglio 1994   | Brasile              |
| 13 | Vitor Baesso        | S     | 28 marzo 1998    | Brasile              |
| 14 | Renan Buiatti       | O     | 10 gennaio 1990  | Brasile              |
| 15 | Gabriel Fagundes    | C     | 16 marzo 2000    | Brasile              |
| 16 | Thales Falcão       | C     | 24 dicembre 1995 | Brasile              |
| 17 | Gabriel Bertolini   | O     | 28 agosto 1997   | Brasile              |
| 17 | Lucas de Souza      | S     | 3 gennaio 2002   | Brasile              |
| 19 | Matheus da Cunda    | C     | 1º dicembre 1991 | Brasile              |

## Statistiche

### Statistiche di squadra
| Competizione      | Punti | In casa | In casa | In casa | In trasferta | In trasferta | In trasferta | Totale | Totale | Totale |
| Competizione      | Punti | G       | V       | P       | G            | V            | P            | G      | V      | P      |
| ----------------- | ----- | ------- | ------- | ------- | ------------ | ------------ | ------------ | ------ | ------ | ------ |
| Superliga Série A | 26    | 12      | 6       | 6       | 12           | 4            | 8            | 26     | 10     | 16     |
| Coppa del Brasile | -     | 0       | 0       | 0       | 1            | 0            | 1            | 1      | 0      | 1      |
| Totale            | -     | 12      | 6       | 6       | 13           | 4            | 9            | 27     | 10     | 17     |

### Statistiche dei giocatori
| Giocatore      | Superliga Série A | Superliga Série A | Superliga Série A | Superliga Série A | Superliga Série A |
| Giocatore      | P                 | PT                | AV                | MV                | BV                |
| -------------- | ----------------- | ----------------- | ----------------- | ----------------- | ----------------- |
| V. Baesso      | 8                 | 32                | 30                | 2                 | 0                 |
| G. Bertolini   | -                 | -                 | -                 | -                 | -                 |
| R. Buiatti     | 26                | 473               | 416               | 38                | 19                |
| G. Cardoso     | -                 | -                 | -                 | -                 | -                 |
| E. Carísio     | 23                | 46                | 19                | 15                | 12                |
| A. Cavalcante  | 26                | 294               | 264               | 21                | 9                 |
| F. Cundiev     | 18                | 0                 | 0                 | 0                 | 0                 |
| V. da Costa    | 12                | 3                 | 3                 | 0                 | 0                 |
| M. da Cunda    | 6                 | 12                | 10                | 2                 | 0                 |
| R. de Carvalho | 25                | 0                 | 0                 | 0                 | 0                 |
| L. de Souza    | -                 | -                 | -                 | -                 | -                 |
| G. Emina       | 26                | 170               | 147               | 18                | 5                 |
| G. Fagundes    | 5                 | 0                 | 0                 | 0                 | 0                 |
| T. Falcão      | 26                | 174               | 130               | 41                | 3                 |
| R. Marcarini   | 21                | 53                | 39                | 12                | 2                 |
| J. Marengoni   | 26                | 197               | 126               | 61                | 10                |
| G. Sabino      | 19                | 74                | 69                | 5                 | 0                 |
| M. Winck       | 23                | 8                 | 2                 | 2                 | 4                 |
| E. Wurster     | -                 | -                 | -                 | -                 | -                 |

P = presenze; PT = punti totali; AV = attacchi vincenti; MV = muri vincenti; BV = battute vincenti

NB: Non sono disponibili i dati relativi alla Coppa del Brasile e, di conseguenza, quelli totali.